# Petite rivière au Renard
Pour les articles homonymes, voir Rivière au Renard.
La Petite rivière au Renard est un affluent du littoral nord-est de l'estuaire du Saint-Laurent, coulant dans le secteur de Rivière-au-Renard, de la ville de Gaspé, dans la municipalité régionale de comté (MRC) de La Côte-de-Gaspé, dans la région administrative de la Gaspésie-Îles-de-la-Madeleine, au Québec, au Canada.

## Géographie
La Petite rivière au Renard prend sa source du Troisième Lac (longueur : 0,1 km ; altitude : 187 m), situé en zone forestière, dans la ville de Gaspé, dans les Monts Chic-Chocs qui font partie des Monts Notre-Dame. Ce lac est situé à 3,2 km au sud-ouest du pont du village de Saint-Maurice-de-l'Échourie.
À partir de sa source, la Petite rivière au Renard coule sur 8,6 km, répartis selon les segments suivants :
- 4,0 km vers le sud-est jusqu'à la confluence de la coulée des Lots (venant de l'ouest) et la "coulée à Octave-Girard" (venant du sud-ouest) ;
- 3,1 km vers le sud-est, en passant sous le pont de la rue de l'Orée-du-Bois, jusqu'à la confluence de la coulée des Jalbert (venant du sud-ouest) ;
- 1,5 km vers le sud-est, en passant sous le pont de la rue Jalbert et de la route 132, jusqu'à sa confluence.

Au terme de son cours, la rivière se déverse dans l’anse de la Petite rivière au Renard, sur le littoral nord-est de l'estuaire du Saint-Laurent. Cette confluence se situe à 2,8 km (en ligne directe) au nord-ouest de la confluence de la rivière au Renard et à 3,8 km au nord de la limite nord du Parc national de Forillon.

## Toponymie
Le père Pacifique de Valigny a démontré que la démonination « Rivière au Renard » provient de la traduction du toponyme micmac "Oôogoisoei Sipo (Wowgwisewei Sipu en mi'gmaq contemporain)". "Wowgwisewei" signifie « renard » (plus suffixe adjectival) ; sipu signifie « rivière ». Suivant cette logique, l'appellation Petite rivière au Renard s'avère une traduction du toponyme micmac "Wowgwisowei Sipujìj", le suffixe jìj signifiant « petit ».
Le toponyme Petite rivière au Renard a été officialisé le 5 décembre 1968 à la Commission de toponymie du Québec.